# John Donne
John Donne (Londres, 22 de enero de 1572 - 31 de marzo de 1631) fue el más importante poeta metafísico inglés de las épocas de la reina Isabel I (1559-1603), el rey Jacobo I (1603-1625) y su hijo Carlos I (1625-1642). La poesía metafísica es más o menos el equivalente a la poesía conceptista del Siglo de Oro español de la que es contemporánea. Su obra incluye: poesía amorosa, religiosa, traducciones, epigramas, elegías según la tradición de imitación de los Amores de Ovidio (es decir, en realidad son poemas de amor), canciones y sermones en prosa.

## Carrera

### Primeros años
Donne nació en Londres en 1571 o 1572, en el seno de una familia católica recusante cuando la práctica de esa religión era ilegal en Inglaterra. Donne fue el tercero de seis hermanos. Su padre, también llamado John Donne, estaba casado con Elizabeth Heywood. Era de ascendencia galesa y guardián de la Ironmongers Company de la City de Londres. Evitaba la atención del gobierno por miedo a la persecución religiosa.
Su padre murió en 1576, cuando Donne tenía cuatro años, dejando a su madre, Elizabeth, con la responsabilidad de criar a los niños sola. Heywood también era de una familia católica romana recusante, hija de John Heywood, el dramaturgo, y hermana del reverendo Jasper Heywood, sacerdote jesuita y traductor. Era sobrina nieta de Tomás Moro. Unos meses después de la muerte de su marido, la madre de Donne se casó con el doctor John Syminges, un viudo rico con tres hijos propios.
Donne recibió educación privada. No hay pruebas que apoyen la afirmación popular de que recibió clases de los jesuitas. En 1583, a la edad de 11 años, comenzó sus estudios en Hart Hall, actualmente Hertford College, Oxford. Después de tres años de estudios allí, Donne fue admitido en la Universidad de Cambridge, donde estudió otros tres años. Donne no pudo obtener un título de ninguna de las dos instituciones debido a su catolicismo, ya que se negó a prestar el Juramento de Supremacía requerido para graduarse. En 1591 fue aceptado como estudiante en la escuela jurídica Thavies Inn, uno de los Inns of Chancery de Londres. El 6 de mayo de 1592 fue admitido en Lincoln's Inn, uno de los Inns of Court.
En 1593, cinco años después de la derrota de la Armada española y durante la intermitente guerra anglo-española (1585-1604), la reina Isabel promulgó la primera ley inglesa contra la disidencia sectaria de la Iglesia de Inglaterra, titulada "An Act for restraining Popish recusants". En ella se definía a los "recusantes papistas" como aquellos "condenados por no acudir a ninguna iglesia, capilla o lugar habitual de oración común para escuchar allí el servicio divino, sino por abstenerse de hacerlo en contra del tenor de las leyes y estatutos promulgados y establecidos hasta entonces en ese sentido". El hermano de Donne, Henry, también era estudiante universitario antes de ser arrestado en 1593 por dar cobijo a un sacerdote católico, William Harrington, y morir en la prisión de Newgate a causa de la peste bubónica, lo que llevó a Donne a empezar a cuestionarse su fe católica.
Durante y después de su educación, Donne gastó gran parte de su considerable herencia en mujeres, literatura, pasatiempos y viajes. Aunque ningún registro detalla con precisión adónde viajó Donne, cruzó Europa. Más tarde luchó junto al conde de Essex y Sir Walter Raleigh contra los españoles en Cádiz (1596) y las Azores (1597), y fue testigo de la pérdida del buque insignia español, el San Felipe. Según su biógrafo más antiguo,

... no regresó a Inglaterra hasta haber permanecido algunos años, primero en Italia y luego en España, donde hizo muchas observaciones útiles de esos países, sus leyes y forma de gobierno, y regresó perfecto en sus idiomas.
   
- Walton 1888, p. 20

A los 25 años ya estaba bien preparado para la carrera diplomática que parecía buscar. Fue nombrado secretario jefe del Lord Guardián del Gran Sello, Sir Thomas Egerton, y se estableció en la casa londinense de Egerton, York House, Strand, cerca del palacio de Whitehall, entonces el centro social más influyente de Inglaterra.

### Juventud
La obra del joven Donne es notable por su estilo realista y sensual, e incluye muchos poemas y canciones, así como versos satíricos; el lenguaje vibrante y lo complicado de sus metáforas lo distingue de sus predecesores y la mayoría de sus coetáneos. 
Izaak Walton, su primer biógrafo, lo describe como un joven libertino. Sin embargo, los eruditos creen que esta puede ser más bien la imagen dada por un Donne ya viejo y eclesiástico; una manera de separar lo mejor posible al mozo impúdico del sacerdote serio y maduro. Después de estudiar teología, se convirtió al anglicanismo en la década de 1590.

### Matrimonio con Anne More
Obtuvo el puesto de secretario de Sir Thomas Egerton, un destacado miembro de la corte, pero se enamoró de Anne More, la sobrina de Egerton, casándose con ella en secreto en 1601. Tuvieron doce hijos, de los cuales sólo siete llegaron a la edad adulta. El matrimonio secreto sin contar con el consentimiento del padre de Anne More significó que Donne tuvo que olvidar cualquier esperanza de progreso en su carrera profesional: cuando su suegro se enteró de lo que había pasado, usó su influencia para meter en la cárcel a Donne y a dos de sus amigos, de los cuales uno había oficiado la ceremonia y el otro había servido de testigo. No permanecieron presos por mucho tiempo. Egerton despidió a Donne, quien se convirtió en diputado (miembro del parlamento) del distrito de Brackley ese mismo año. Durante esta época es que escribió sus dos “Aniversarios”: An Anatomy of the World (1611) y Of the Progress of the Soul (1612). Ambos poemas revelan su confianza en el orden de las cosas de tradición medieval y del primer Renacimiento, en contraste con la incertidumbre política, científica y filosófica que trajo la segunda mitad del Renacimiento y el comienzo del siglo XVII.
Al salir de la cárcel Donne se reunió con su suegro y su esposa y se establecieron en un terreno del primo de esta en el condado de Surrey. La pareja pasó muchas dificultades económicas hasta que en 1609 Donne recibió la dote de su esposa al reconciliarse con su suegro. Su creciente familia lo obligó a buscar los favores del rey, por lo que, entre 1610 y 1611, escribió dos piezas en contra del catolicismo, Pseudo-Martyr e Ignatius his Conclave, a pesar de que muchos miembros de su familia, entre ellos su madre, aún eran católicos. (En el segundo título se hace referencia a Galileo y al parecer es la primera vez que su nombre aparece en un texto literario inglés.) Al rey Jacobo le complacieron ambos textos, pero se negó a ofrecerle otra cosa que no fueran cargos eclesiásticos. Donne se resistió a aceptarlos pero, después de un largo período de penurias económicas y de lucha consigo mismo, durante el cual fue dos veces miembro de parlamento (en 1601 y 1614), finalmente cedió a los deseos del rey y fue ordenado sacerdote anglicano en 1615. Su poesía adquirió un tono más profundo tras morir su esposa Anne el 15 de agosto de 1617; especialmente los que se consideran como sus "sonetos sagrados" (Holy Sonnets).

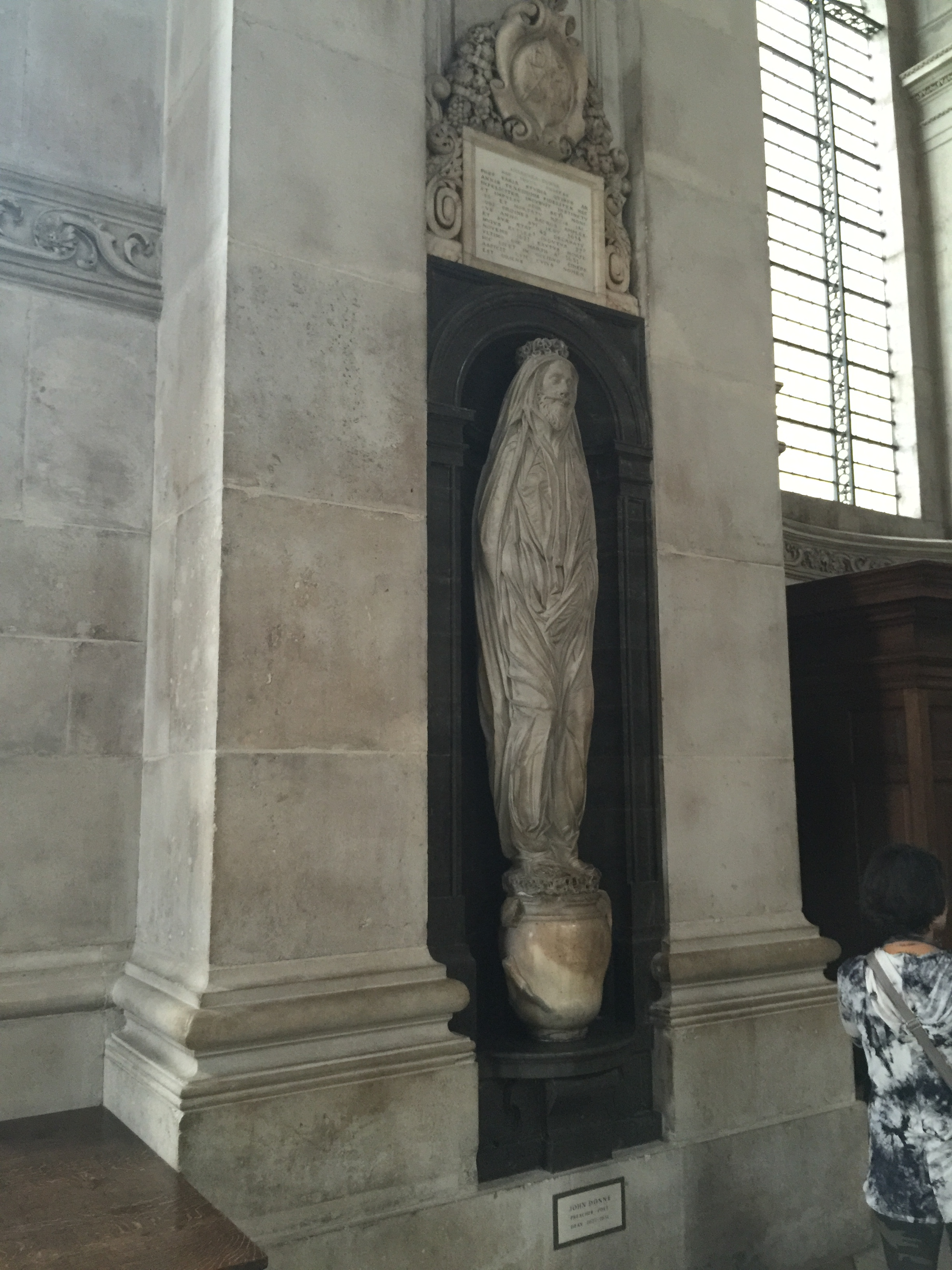
Monumento a John Donne en la Catedral de San Pablo de Londres.

Después de asumir su cargo, Donne escribió un gran número de trabajos religiosos, como Devotions Upon Emergent Occasions (1624) y varios sermones, muchos de los cuales fueron publicados en vida y de los que se conservan 160. Se le consideraba un maestro de la elocuencia y su estilo único lo ayudó a convertirse en uno de los más grandes predicadores de su tiempo. En 1621, Donne fue nombrado deán de la catedral de San Pablo (Saint Paul's Cathedral), la antigua catedral gótica de Londres destruida en el incendio de 1666, cargo que ocupó hasta su muerte. Contrajo una grave enfermedad en 1623, durante la cual escribió su obra Devotions Upon Emergent Occasions.

### Fallecimiento
El 25 de febrero de 1631 predicó su último sermón como deán de la catedral de San Pablo, el conocido como Death's Duell, que sus oyentes interpretaron como el sermón de su propio funeral. Posteriormente se retiró a su cámara y mandó se le hiciese un retrato para el que posó envuelto en la mortaja con la que lo enterraron tras su muerte, acaecida el 14 de marzo de 1631. 
Fue sepultado en la catedral de San Pablo. El monumento original a John Donne, escoltado por Nicholas Stone, fue salvado y está hoy en la nueva catedral.

## Estilo

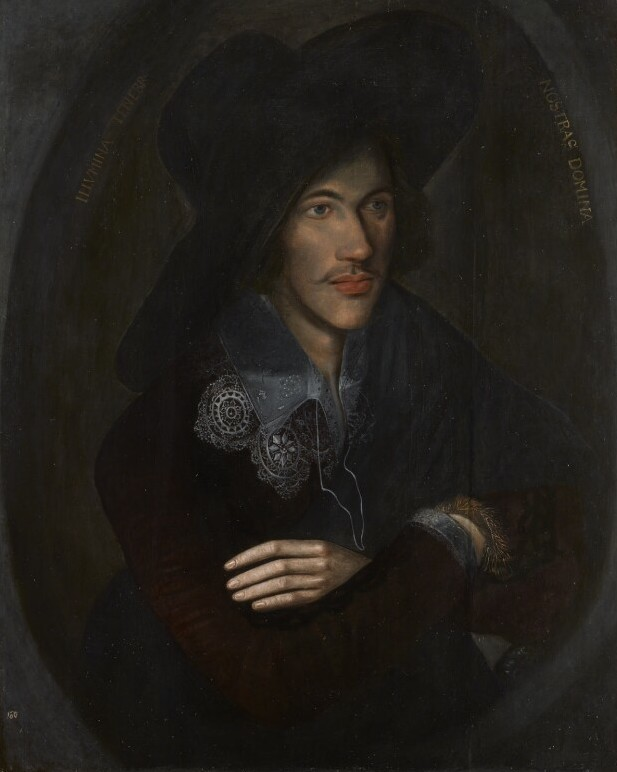
Retrato anónimo de hacia 1595. National Portrait Gallery.

A John Donne se le considera un maestro del "concepto" (conceit), que combina un objeto (la imagen) y una idea (el significado) formando así una metáfora, generalmente estableciendo una relación sorprendente por lo extraña y a veces peregrina entre ambos elementos. En muchos de sus textos, los conceptos están encadenados unos con otros dando lugar así a lo que normalmente se denomina "concepto extendido" (extended conceit) Al contrario de las metáforas de otros poetas isabelinos, atados al estilo de Petrarca, que de forma monótona repiten las metáforas petrarquistas (como la rosa por el rubor de las mejillas, las perlas por los dientes, los lirios o la nieve por la blancura de la piel o los hilos de oro por los cabellos), las metáforas usadas por los poetas metafísicos logran una mayor profundidad al relacionar objetos completamente distintos con ideas también nuevas. Un ejemplo famoso puede sacarse de A Valediction: Forbidding Mourning, donde Donne expresa la separación de dos amantes con la imagen de las patas de un compás. Su poesía también muestra una gran predisposición por la experimentación métrica.
La poesía de Donne se caracteriza por su notable ingenio, el responsable de los conceptos novedosos, las paradojas, juegos de palabras y sutiles y brillantes analogías. Sus poemas suelen ser irónicos y cínicos, sobre todo cuando trata los motivos del hombre y el amor en los poemas presuntamente escritos en sus años de juventud. Temas comunes en sus poemas son el amor verdadero que une a los amantes fieles, la muerte (especialmente en su juventud y tras morir su esposa) y la religión.

## Poesía

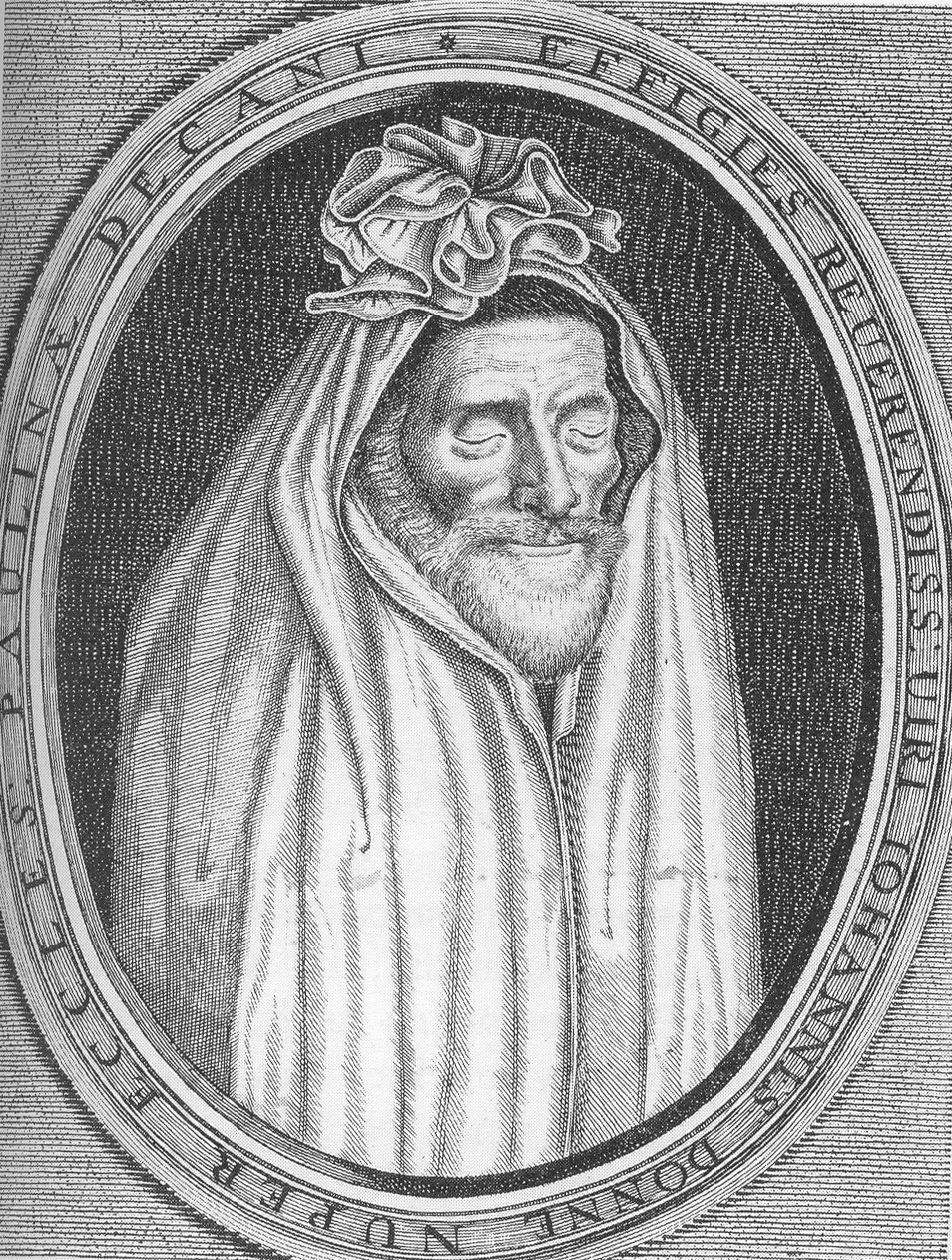
Martin Droeshout, Retrato póstumo de John Donne envuelto en su mortaja. Grabado, talla dulce, 1632.

- Poems (1633). Sus poemas circularon en versiones manuscritas entre sus amigos y conocidos, pero no se publicaron en forma de libro hasta después de su muerte en la edición preparada por su hijo John en 1633.
- Poems on Several Occasions (1719)
- Love Poems (1905)
- John Donne: Divine Poems, Sermons, Devotions and Prayers (1990)
- The Complete English Poems (1991)
- John Donne's Poetry (1991)
- John Donne: The Major Works (2000)
- The Complete Poetry and Selected Prose of John Donne (2001)

## Prosa
- Six Sermons (1634)
- Fifty Sermons (1649)
- Paradoxes, Problemes, Essayes, Characters (1652)
- Essayes in Divinity (1651)
- Sermons Never Before Published (1661)
- John Donne's 1622 Gunpowder Plot Sermon (1606)
- Devotions Upon Emergent Occasions and Death's Duel (1623)

## Traducciones
- Traducciones recientes de sus poemas se hallan en:
  - Elegías. Elegies. Versión de Gustavo Falaquera. Edición bilingüe. (Madrid, Hiperión, 2006). ISBN 978-84-7517-867-7.
  - Canciones y poemas de amor en versión de Gustavo Falaquera. Edición bilingüe. (Madrid, Hiperión, 2004). ISBN 978-84-7517-788-5.
  - Cien poemas (Valencia, Pre-Textos, 2003).
  - Poesía completa (Barcelona, Edic. 29, 1998).
  - Canciones y sonetos (Madrid, Cátedra, 1996).
- Sus ensayos, también fundamentales, se hallan en dos libros:
  - Paradojas y devociones (Valladolid, Cuatro, 1997; ed. y prólogo Mauricio Jalón;).
  - Biathanatos (Madrid, AEN, 2007, ed. Mauricio Jalón; Barcelona, El cobre, 2007).

## Veneración
Es venerado como santo por la Iglesia evangélica luterana en Estados Unidos (Calendario de Santos Luterano) y la Iglesia anglicana. Su festividad se conmemora el 31 de marzo.

## Legado e influencia en la literatura
Tras la muerte de Donne, se le rindieron varios homenajes poéticos, de los cuales uno de los principales (y más difíciles de seguir) fue la "Elegía para el doctor Donne" de su amigo Lord Herbert de Cherbury. Las ediciones póstumas de los poemas de Donne fueron acompañadas de varias "Elegías sobre el autor" en el transcurso de los dos siglos siguientes. Seis de ellas fueron escritas por colegas eclesiásticos, otras por escritores cortesanos como Thomas Carew, Sidney Godolphin y Endymion Porter. En 1963 apareció "The Great Elegy for John Donne" ("La gran elegía por John Donne"), de Joseph Brodsky.
A principios del siglo XX aparecieron varias novelas históricas que tomaban como tema diversos episodios de la vida de Donne. Su relación con Anne More es el tema de Take Heed of Loving Me: A novel about John Donne (1963), de Elizabeth Gray Vining, y de The Lady and the Poet (2010), de Maeve Haran. Ambos personajes también hacen apariciones intercaladas en Conceit (2007), de Mary Novik, donde el tema principal es su rebelde hija Pegge. Los tratamientos ingleses incluyen Death's Duel: a novel of John Donne (2015), de Garry O'Connor, que trata del poeta cuando era joven.
También desempeña un papel importante en The Noble Assassin (2012), de Christie Dickason, una novela basada en la vida de la mecenas de Donne y (según el autor) su amante, Lucy Russell, condesa de Bedford. Por último, está Love's Alchemy: a John Donne Mystery (2015), de Bryan Crockett, en la que el poeta, chantajeado para servir en la red de espías de Robert Cecil, intenta evitar el desastre político y, al mismo tiempo, burlar a Cecil.